# Fuzarioza kłosów zbóż

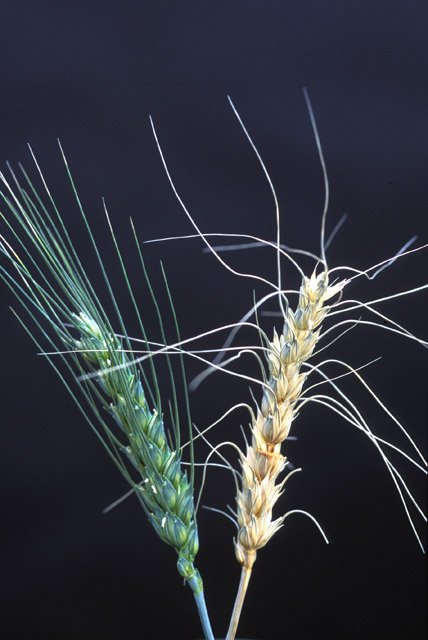
Zdrowy (po lewej) i zniszczony przez fuzariozę (po prawej) kłos zboża

Fuzarioza kłosów zbóż – choroba kłosów zbóż.

## Występowanie i szkodliwość
Chorobę wywołuje kilka gatunków grzybów: Fusarium culmorum, Gibberella avenacea, Gibberella zeae i Microdochium nivale. Atakują one różne części pędów zbóż, w zależności od tego, w jakiej fazie rozwoju zboża nastąpiła infekcja. W związku z tym wyróżnia się dwie jej formy: fuzaryjna zgorzel podstawy źdźbła i korzeni zbóż, oraz fuzarioza kłosów zbóż. Najbardziej szkodliwą formą jest fuzarioza kłosów.
Fuzarioza kłosów zbóż to częsta choroba występująca na plantacjach pszenicy, żyta, pszenżyta, jęczmienia i owsa. Najsilniej rozwija się na zbożach ozimych, słabiej na zbożach jarych, na owsie tylko sporadycznie. Zagrożenie chorobą jest różne w różnych regionach i w różnych latach, gdyż zależy od rodzaju gleby i czynników klimatycznych. Choroba powoduje zniszczenie ziarniaków, spadek plonów oraz zanieczyszczenie ziarna mykotoksynami będącymi metabolitami wtórnymi grzybów wywołujących tę chorobę. Szczególnie szkodliwe z nich to zearalenon i deoksyniwalenol. Pierwsza ma podobne działanie, jak estrogeny; gdy dostanie się do układu pokarmowego u ciężarnych kobiet i samic ssaków może spowodować poronienia, u mężczyzn zaś feminizację hormonalną. Deoksyniwalenol u świni powoduje chorobę i niechęć do spożywania pokarmu.
W samym tylko USA w ciągu ostatniej dekady fuzarioza kłosów zbóż spowodowała straty szacowane na kilka miliardów dolarów.

## Objawy
Następuje przedwczesne bielenie plew, a czasami całych kłosów. U pszenicy porażone kłosy mają taki sam kształt, jak zdrowe, u żyta wyglądają inaczej, są węższe. Przy silnym porażeniu na plewach, plewkach, osadkach i na źdźble pojawiają się pomarańczowe lub różowe plamy. Są to skupiska konidiomów, w których powstają zarodniki konidialne. Silnie porażone ziarniaki stają się zdrobniałe, pomarszczone i różowe. Takie ziarniaki tracą zdolność kiełkowania. Słabiej porażone kiełkują, ale w siewkach rozwija się choroba. Fuzariozę kłosów powoduje wiele gatunków grzybów, najczęściej są to: Gibberella avenacea, Gibberella zeae i Microdochium nivale.

## Epidemiologia
Grzybnia patogenów może przetrwać na ziarniakach i wraz z nimi dostać się do gleby podczas zasiewów. Patogeny mogą także w postaci grzybni lub chlamydospor przetrwać zimę na pozostawionych na polu resztkach pożniwnych zbóż. Wiosną na rozwijających się na nich sporodochiach obficie wytwarzają makrokonidia, które rozchlapywane przez krople deszczu zakażają rośliny. Grzybnia rozwijająca się na zakażonych pędach zbóż również wytwarza konidia, które dokonują infekcji wtórnych. Zakażenie różnych części rośliny następuje niezależnie od siebie. Kłosy zakażane są głównie podczas pełnego kwitnienia. Zarodniki wnikają do nich poprzez pylniki. Są one łatwe do sforsowania przez strzępkę kiełkową zarodników, nie mają bowiem warstwy kutykuli, w okresie kwitnienia wystają na zewnątrz kłosów, a ponadto zawierają aminy pobudzające wzrost Fusarium. Zarodniki wnikają do kłosa także przez różnego rodzaju rany, nawet drobne, powstałe np. podczas żerowania szkodników. Z zainfekowanego miejsca grzybnia patogenu rozrasta się po całym kłosku, a poprzez wiązki przewodzące także po sąsiednich kłoskach i dalej.

## Ochrona
Skuteczne zapobiegnięcie i zwalczenie tej choroby możliwe jest tylko przy zintegrowanej ochronie obejmującej cały szereg działań:
- stosowanie kwalifikowanego materiału siewnego;
- zaprawianie nasion;
- niszczenie źródeł infekcji pierwotnej;
- stosowanie podorywki i głębokiej orki jesiennej;
- właściwe nawożenie poprzez stosowanie odpowiedniej ilości i proporcji między składnikami NPK nawozów, duża dawka nawozów azotowych przyśpiesza regenerację siewek porażonych przez pleśń śniegową;
- zaorywanie silnie porażonych plantacji;
- na słabo i średnio porażonych plantacjach, a także na zdrowych przy długotrwałej wilgotnej pogodzie stosuje się ochronę chemiczną. Należy w sezonie wegetacyjnym wykonać kilka opryskiwań fungicydami podczas kłoszenia (do fazy 1 i 2) oraz kwitnienia zbóż[2].

Do opryskiwań przeciwko fuzariozie zbóż stosuje się: Alert 375 SC, Caramba 60 SL, Falcon 460 EC, Granit 200 SC, Sarbrawit 530 SC, Sportak, Alpha 380 EC, Topsin M 70 WP.